# Виноградний Сад
Виноградний Сад — село в Україні, у Прибузькій сільській громаді Вознесенського району Миколаївської області на березі річки Південний Буг.
Населення становить 225 осіб. До 2017 року орган місцевого самоврядування — Богданівська сільська рада.

## Історія
В роки Другої світової війни, у березні 1944 року біля села Виноградний Сад точилися особливо жорстокі бої при форсуванні річки Південний Буг радянськими солдатами. Тут в братській могилі поховано 228 воїнів із 113 та 223 стрілецьких дивізій. Це одна з найбільших солдатських могил на Миколаївщині. За цей бій 18 воїнам присвоєно звання Героя Радянського Союзу, багатьом посмертно.

## Екологія
У 2005 р. при піднятті вод Ташлицького водосховища серед іншого були затоплені і пасовища, розпайовані між мешканцями села Виноградний Сад.

## Пам'ятки
Біля села розташовані археологічні пам'ятки:
- Виноградний Сад 1  — поселення 15-13 ст. до н. е., що належить до поселень сабатинівської культури пізнього періоду бронзової доби.[3] 27 грудня 2001 року ця пам'ятка постановою Кабінету міністрів України була занесена до Державного реєстру нерухомих пам'яток України національного значення.[4] До нового реєстру, затвердженного Кабінетом міністрів України 3 вересня 2009 р., пам'ятка Виноградний Сад вже не потрапила.[5]
- Виноградний Сад 2 — поселення доби середньої бронзи, катакомбна культура.

Обидві пам'ятки майже повністю затоплені внаслідок добудови Ташлицької ГАЕС та підняття рівня Олександрівського водосховища.
- На місці форсування річки Південний Буг 113 та 223 стрілецькими дивізіями встановлено пам'ятний знак, що має історичну цінність. Входить до переліку об'єктів культурної спадщини Доманівського району.[7]